# Prva dama ali prvi gospod Slovenije
Prva dama ali prvi gospod Republike Slovenije (angleško First Lady ali First Gentleman) je naslov, ki pripada ženi oz. možu Predsednika Republike Slovenije. Trenutno je prvi gospod Aleš Musar. 

## Seznam prvih dam in prvih gospodov
| #  | Slika                     | Prva dama           | Predsednik države | Obdobje    |
| -- | ------------------------- | ------------------- | ----------------- | ---------- |
| 1. | Klikni za spremembo slike | Štefka Kučan        | Milan Kučan       | 1992–2002  |
| 2. | Klikni za spremembo slike | Majda Drnovšek      | Janez Drnovšek    | 2002–2007  |
| 3. | Klikni za spremembo slike | Barbara Miklič Türk | Danilo Türk       | 2007–2012  |
| 4. | Klikni za spremembo slike | Tanja Pečar         | Borut Pahor       | 2012–2022  |
| 5. | Klikni za spremembo slike | Aleš Musar          | Nataša Pirc Musar | 2022–danes |

## Bonitete prvih dam v Republiki Sloveniji
Slovenska zakonodaja zakonskem ali zunaj zakonskemu partnerju predsednika Republike Slovenije omogoča plačano odsotnost od dela v času, ko je prva dama ali prvi mož zadržan zaradi protokolarnih obveznosti. Te so največkrat sprejem prvih dam/mož ob obiskih tujih delegacij v Sloveniji ali spremljanje predsednika na uradnih obiskih v tujini. Ima pravico do mesečnega nadomestila za kritje stroškov zaradi obveznosti, ki znaša 15% plače predsednika države. Za čas trajanja opravljanja predsedniške funkcije, lahko prva dama/mož svoje delovno razmerje prekine in ima v tem času pravico do mesečnega nadomestila v vrednosti 20 odstotkov plače predsednika. 